# 日粉

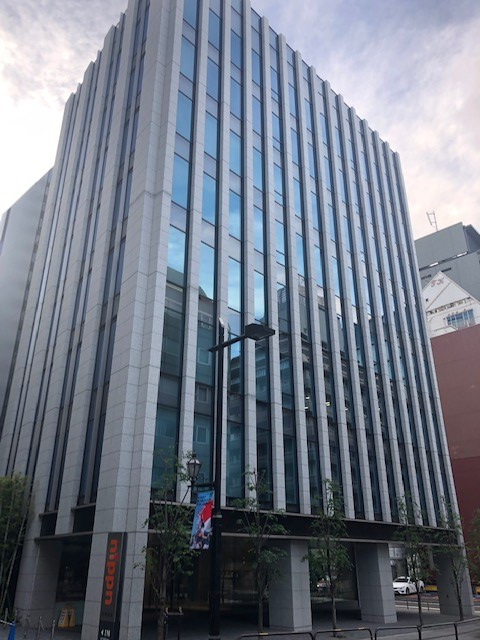
日粉總部

日粉（日语：株式会社ニップン）是日本的一家麵粉及食品企業。該公司創業於1873年4月，是日本第一家麵粉企業，但現在市場份額居於第二位。2020年之前，該公司的正式名稱是日本製粉株式會社。日粉是三井集團的成員之一。

## 外部連結
- 株式会社ニップン - 公式ウェブサイト